# Lycopsis
Lycopsis, rod jednogodišnjeg bilja iz porodice boražinovki. Često se uključuje u rod Anchusa (volujak), iz kojega bi ga možda trebalo izdvojiti.. U Hrvatskoj raste poljski volujak

## Vrste
1. Lycopsis aegyptiaca L.
2. Lycopsis arvensis L.